# José María Nogués y Gastaldi
José María Nogués y Gastaldi   (Sevilla, 1838 - Madrid, 25 de gener de 1920) fou un escriptor andalús.
Després d'estudiar la carrera de notariat en la universitat de la capital andalusa passà a la cort madrilenya, i fou bibliotecari segon de la Biblioteca Reial, bibliotecari en cap de la de El Escorial i cap de la secció de la premsa en el Govern civil de Madrid, restant en possessió de la creu de Carles III. La seva primera obra teatral fou el drama líric titulat Jenaro el gondolero, convertit en sarsuela l'estrena la contralt cordovesa Josefa Mora, que fou molt aplaudit tant pel públic com per la critica. Posteriorment donà a l'escena les sarsueles: Oro, astúcia y amor, La perla de triana, Un tenorio moderno, El consejo de los Diez, El celoso, No es nada lo del ojo, Estafeta de amor, Consultor jurisperito, La vigilante.
Els drames Una madre i La herència del pecado, i les comèdies en un acte Ver visiones, Al año de estar casado, Pedro Ponce y Juan Carranza, Acteón, El marido anónimo, María, Un tenor jubilado, El alcalde de Amurrió, i El collar de perlas; en col·laboració amb el seu conciutadà Alejandro Benicia va escriure El secreto de un mendigo; amb Enrique Gaspar,¿Con quién caso á mi mujer?, i amb Liern, les sarsueles Blancos y azules y Armas iguales, així com la comèdia Dos iniciales. A més de les obres citades, va escriure, per van romandre sense estrenar-se, les següents sarsueles: Catiya, Sueños de amor, Naufragar en la orilla, El diabló en Sevilla, El viejecito, Saldo de Cuentas, Araña, Concha i Cortés, Cambio de trajes, i Dos niños; i les comèdies Laura, ¿Quién es el?, Influencia femenina, A lo tuyo, tù; Un beso i  Cartas de don Juan; Algo de mucho, i Un presidio suelto, a propòsits en un acte, i finalment La Fuente milagrosa, entreteniment còmic-líric.
Va aconseguir el primer premi en els tres certàmens públics a que va concórrer, un d'ells atorgat per la Biblioteca Nacional a l'obra titulada Seudónimos, anónimos, anagrames é iniciales de autores y traductores espanyoles é hispano-americanos, de la qual s'ignora si s'arribà a editar. El 1909 fou redactor del diari Gente Vieja; col·laborà amb el comte de Valencia de Don Juan en la publicació del "Catálogo de la Real Armeria" i figura en primer lloc entre els principals redactors del "Catálogo de la Biblioteca Real, Autores: Historia (t. II, A.B.).